# Нік ван дер Мер
Нік ван дер Мер (нід. Nick van der Meer; нар. 18 січня 1985) — колишній нідерландський тенісист.
Найвищу одиночну позицію світового рейтингу — 332 місце досяг 25 червня 2012, парну — 444 місце — 19 жовтня 2009 року.

## Фінали ATP Челленджер і ITF Ф'ючерс

### Одиночний розряд: 13 (7–6)
| Легенда              |
| -------------------- |
| ATP Челленджер (0–0) |
| ITF Ф'ючерс (7–6)    |

| Фінали за покриттям |
| ------------------- |
| Тверде (0–1)        |
| Ґрунт (7–5)         |
| Трава (0–0)         |
| Килим (0–0)         |

| Результат | В-П | Дата     | Турнір                                           | Рівень  | Покриття | Суперник        | Рахунок                 |
| --------- | --- | -------- | ------------------------------------------------ | ------- | -------- | --------------- | ----------------------- |
| Поразка   | 0–1 | Лис 2003 | Ямайка F13, Кінгстон                             | Ф'ючерс | Тверде   | Алан Маккін     | 1–6, 4–6                |
| Поразка   | 0–2 | Лис 2005 | Іспанія F31, Вільяфранка-дель-Сід                | Ф'ючерс | Ґрунт    | Пабло Андухар   | 6–2, 3–6, 5–7           |
| Поразка   | 0–3 | Тра 2006 | Італія F14, Неаполь                              | Ф'ючерс | Ґрунт    | Морґан Філліпс  | 3–6, 3–6                |
| Перемога  | 1–3 | Чер 2006 | Нідерланди F2, Алкмар                            | Ф'ючерс | Ґрунт    | Домінік Коен    | 6–4, 6–4                |
| Поразка   | 1–4 | Вер 2006 | Нідерланди F5, Алфен-ан-ден-Рейн (муніципалітет) | Ф'ючерс | Ґрунт    | Геро Кречмер    | 5–7, 7–5, 2–6           |
| Перемога  | 2–4 | Чер 2007 | Нідерланди F1, Алкмар                            | Ф'ючерс | Ґрунт    | Філіп Прпіч     | 6–0, 6–4                |
| Перемога  | 3–4 | Сер 2007 | Нідерланди F4, Влардінген                        | Ф'ючерс | Ґрунт    | Матве Мідделкоп | 3–6, 6–3, 6–4           |
| Перемога  | 4–4 | Вер 2007 | Нідерланди F5, Енсхеде                           | Ф'ючерс | Ґрунт    | Тіємо де Баккер | 6–7(6–8), 7–6(7–3), 6–2 |
| Поразка   | 4–5 | Бер 2008 | Марокко F2, Рабат                                | Ф'ючерс | Ґрунт    | Адр'ян Кручат   | 4–6, 1–6                |
| Перемога  | 5–5 | Сер 2011 | Росія F5, Moscow                                 | Ф'ючерс | Ґрунт    | Андрій Куманцов | 6–4, 4–6, 6–4           |
| Перемога  | 6–5 | Жов 2011 | Хорватія F12, Солін                              | Ф'ючерс | Ґрунт    | Аляж Бедене     | 3–6, 6–4, 6–2           |
| Перемога  | 7–5 | Бер 2012 | Туреччина F10, Анталія                           | Ф'ючерс | Ґрунт    | Павол Червенак  | 7–6(11–9), 6–1          |
| Поразка   | 7–6 | Чер 2012 | Нідерланди F1, Zuidwolde                         | Ф'ючерс | Ґрунт    | Тіємо де Баккер | 4–6, 6–4, 3–6           |

### Парний розряд: 9 (2–7)
| Легенда              |
| -------------------- |
| ATP Челленджер (0–1) |
| ITF Ф'ючерс (2–6)    |

| Фінали за покриттям |
| ------------------- |
| Тверде (0–1)        |
| Ґрунт (2–6)         |
| Трава (0–0)         |
| Килим (0–0)         |

| Результат | В-П | Дата     | Турнір                                           | Рівень     | Покриття | Партнер          | Суперники                           | Рахунок            |
| --------- | --- | -------- | ------------------------------------------------ | ---------- | -------- | ---------------- | ----------------------------------- | ------------------ |
| Поразка   | 0–1 | Січ 2005 | Франція F1, Довіль (Кальвадос)                   | Ф'ючерс    | Ґрунт    | Стевен Кортелінґ | Стів Дарсі Стефан Ваутерс           | 4–6, 4–6           |
| Поразка   | 0–2 | Чер 2006 | Нідерланди F2, Алкмар                            | Ф'ючерс    | Ґрунт    | Романо Франтзен  | Домінік Коен Жонатан Даньєр Де Вежі | 1–6, 6–2, 6–7(5–7) |
| Поразка   | 0–3 | Вер 2006 | Нідерланди F5, Алфен-ан-ден-Рейн (муніципалітет) | Ф'ючерс    | Ґрунт    | Міхел Конінґ     | Даніель Коллерер Петар Попович      | 2–6, 3–6           |
| Поразка   | 0–4 | Вер 2006 | Нідерланди F6, Енсхеде                           | Ф'ючерс    | Ґрунт    | Романо Франтзен  | Феліпе Парада Міхел Конінґ          | 1–6, 4–6           |
| Поразка   | 0–5 | Вер 2006 | Франція F14, Плезір                              | Ф'ючерс    | Тверде   | Романо Франтзен  | Лоїк Ле Панс П'єррік Їсерн          | 5–7, 6–4, 6–7(2–7) |
| Перемога  | 1–5 | Чер 2007 | Нідерланди F1, Алкмар                            | Ф'ючерс    | Ґрунт    | Романо Франтзен  | Рубен Бемельманс Яннік Мертенс      | 6–4, 4–6, 6–2      |
| Перемога  | 2–5 | Жов 2008 | Марокко F7, Касабланка                           | Ф'ючерс    | Ґрунт    | Романо Франтзен  | Яссін Інмбарек Анас Фаттар          | 6–3, 6–1           |
| Поразка   | 2–6 | Тра 2009 | Італія F8, Валенсія                              | Ф'ючерс    | Ґрунт    | Ігор Сейслінґ    | Андрей Крачман Гільєрмо Каррі       | 1–6, 6–7(1–7)      |
| Поразка   | 2–7 | Лип 2009 | Схевенінген, Нідерланди                          | Челленджер | Ґрунт    | Томас Схорел     | Максімо Гонсалес Лукас Арнольд Кер  | 5–7, 2–6           |